# Gardelegen
Gardelegen è una città di 22 054 abitanti della Sassonia-Anhalt, in Germania.

Appartiene al circondario di Altmark Salzwedel (targa SAW).
Gardelegen si fregia del titolo di "città anseatica" (Hansestadt).

## Storia
Il 1º gennaio 2010 vi sono stati aggregati i comuni di Jeseritz, Potzehne, Roxförde, Wannefeld, Wiepke e Zichtau.
Dal 1º gennaio 2011 sono stati aggretati i comuni di Breitenfeld, Dannefeld, Estedt, Hottendorf, Jävenitz, Jeggau, Jerchel, Kassieck, Köckte, Letzlingen, Lindstedt, Mieste, Miesterhorst, Peckfitz, Sachau, Seethen, Sichau e Solpke.

## Geografia antropica

### Suddivisioni amministrative
Gardelegen si divide in 19 zone, corrispondenti all'area urbana e a 18 frazioni (Ortsteil):
- Gardelegen (area urbana)
- Ackendorf
- Algenstedt
- Berge
- Hemstedt
- Ipse
- Jeseritz
- Kloster Neuendorf
- Laatzke
- Lüffingen
- Potzehne
- Roxförde
- Schenkenhorst
- Wannefeld
- Weteritz
- Wiepke
- Zichtau
- Zienau
- Ziepel

## Amministrazione

### Gemellaggi
Gardelegen è gemellata con:
- Waltrop, dal 1990
- Gifhorn, dal 1991
- Darłowo, dal 2001